# Видіння курця (фільм, 1916)
«Видіння курця» (англ. Pipe Dreams) — американська короткометражна кінокомедія режисера Вілларда Луїса 1916 року.

## У ролях
- Кейт Прайс — Меггі
- Олівер Харді — Бейбі
- Джо Коен — дворецький
- Една Рейнольдс — покоївка